# Wanda Rutkiewicz
Wanda Rutkiewicz (születéskori nevén Błaszkiewicz) (Plungė, Litvánia, 1943. február 4. – Kancsendzönga, 1992. május 12./13) lengyel hegymászó, mérnök. Ő volt az első nő, aki megmászta a K2 hegycsúcsot és a harmadik nő (első európai nő), aki megmászta a Csomolungmát.

## Családja és fiatalkora
Litvániai lengyel családban született. Apja, Zbigniew Błaszkiewicz, a községi építési iroda mérnökeként dolgozott, és szenvedélyes sportember volt, aki úszásban, céllövésben és cselgáncsban jeleskedett. Anyja, Marija Petkūnas, Jonas Petkūnas zenész lánya, ókori történelmet tanult a kaunasi egyetemen. A szülők lengyelül és litvánul egyaránt beszéltek, de gyermekeiket csak a lengyel nyelvre tanították meg. A második világháború után a család Lengyelországba költözött, először az apa szülővárosába, Łańcutba, majd Wrocławba. Wanda előbb otthon tanult, majd 1949-ben beíratták az elemi iskola második osztályába, ahol a cserkészcsapat tagja lett. Bátyját, Jerzyt, hét éves korában egy bomba ölte meg, amelyet barátaival találtak a háború után.
Wanda Rutkiewicz az atlétika több ágát gyakorolta. Minden nap iskola előtt futott, de edzett távolugrásban, diszkoszvetésben és magasugrásban is. 1961-ben aranyérmet nyert a lengyel egyetemi bajnokságon lövészetben. Műegyetemi hallgatóként az AZS Wrocław egyesületben röplabdázott, és a csapattal részt vett az 1965. évi nyári universiadén Budapesten. A wroclawi műegyetemen villamosmérnökként végzett. A diploma megszerzése után az Energetikai Rendszerek Automatizálása Intézetben dolgozott, de még harminc éves kora előtt a fővárosba költözött, ahol a Matematikai Gépek Intézetében (Instytut Maszyn Matematycznych) kapott állást.
1970-ben házasodott össze Wojciech Rutkiewicz matematikussal, de hamarosan elváltak. 1982-ben kötött házasságot Helmut Scharfetter osztrák orvossal, de ez a kapcsolat sem tartott hosszú ideig.

## Hegymászói pályafutása
Az 1960-as évek közepén a Tátrába, az Alpokba tett utakat, Norvégiában pedig első nőként megmászta a Trollryggen keleti oldalát. Első nagyobb expedícióját a Pamír hegységbe tette Andrzej Zawadával.  Visszatérése után saját expedíciókat kezdett vezetni, és nyers vezetői stílusáról vált ismertté.
1978. október 16-án első lengyelként, harmadik nőként és első európai nőként jutott fel a Csomolungmára. Vérszegénységben szenvedett, ezért vasinjekciókat vitt magával, hogy növelje a hemoglobin-szintjét és ne veszítse el eszméletét. Ugyanazon a napon választották pápává honfitársát, Karol Wojtyła bíborost, aki későbbi találkozásukkor ezt mondta: "Isten akarta, hogy ilyen magasra jussunk és mindketten ugyanazon a napon." 1981-ben az Elbrusz megmászása után, leereszkedés közben balesetet szenvedett és eltörte a combcsontját.
Két sikertelen próbálkozást követően (1982 és 1984), 1986-ban első nőként megmászta a K2 csúcsot. Eredményét beárnyékolta, hogy az expedíció vezetői, Liliane és Maurice Barrard mindketten meghaltak a leereszkedés során.
Rutkiewicz azt tűzte ki céljául, hogy az első nő legyen, aki megmássza mind a tizennégy nyolcezer méternél magasabb hegycsúcsot. Pályafutása során a következő csúcsokat sikerült megmásznia:
- 1975. augusztus 11. – Gasherbrum III(wd)[15]
- 1978. október 16. – Csomolungma[16]
- 1985. július 15. – Nanga Parbat[16]
- 1986. június 23. – K2[16]
- 1987. szeptember 18. – Sisapangma[16]
- 1989. július 12. – Gasherbrum II[16]
- 1990. július 16. – Gasherbrum I[16]
- 1991. szeptember 26. – Cso-Oju[16]
- 1991. október 22. – Annapurna I[16]
- 1992. május 12. – Kancsendzönga (bizonytalan)

## Halála és emlékezete
A Kancsendzönga megmászására Carlos Carsolio mexikói hegymászóval 1992. május 12-ikén hajnali 3:30-kor indult el a 7590 méteres magasságon található 4-es táborból. Erős havazás közben 12 órán át másztak, de csak Carsolio ért fel a csúcsra. Amikor visszafelé ereszkedett, látta Rutkiewiczet körülbelül 8200 – 8300 méteres magasságon. Carsolio megpróbálta meggyőzni, hogy ereszkedjenek le együtt, de Rutkiewicz úgy döntött, hogy egy menedékhelyet improvizál magának, és másnap újra kísérletet tesz a csúcs meghódítására. Ekkor látták utoljára; holttestét nem találták meg; nem lehet tudni, hogy elérte-e a csúcsot.
Szülővárosában egykori lakóházuknak utcája viseli nevét, Varsóban iskolát neveztek el róla. 2019. október 16-ikán, a Csomolungma megmászásának 41. évfordulóján a Google doodle emlékezett meg róla 2021. októberben a lengyel parlament határozatot fogadott el, amelyben a 2022-es évet, halálának 30. évfordulóját Wanda Rutkiewicz-emlékévnek nyilvánították.

## Fordítás
Ez a szócikk részben vagy egészben  a   Wanda Rutkiewicz című angol Wikipédia-szócikk ezen változatának fordításán alapul.  Az eredeti cikk szerkesztőit annak laptörténete sorolja fel. Ez a jelzés csupán a megfogalmazás eredetét és a szerzői jogokat jelzi, nem szolgál a cikkben szereplő információk forrásmegjelöléseként.